# テレーノ語
テレーノ語（テレーノご、英: Terêna language）はアラワク語族に属する言語である。

## 言語名別称
- テレナ語
- テレノ語
- エテレナ語
- Etelena
- Tereno